# Comuna Burgugi, Arciz
Burgugi (în ucraineană Vînohradivka, transliterat: Виноградівка, în bulgară Бургуджи) este o comună în raionul Arciz, regiunea Odesa, Ucraina, formată din satele Burgugi (reședința) și Ploțk.

## Demografie
Componența lingvistică a comunei Burgugi
     Bulgară (75,2%)
     Ucraineană (13,55%)
     Rusă (5,41%)
     Greacă (4,71%)
     Alte limbi (0,55%)
Conform recensământului din 2001, majoritatea populației comunei Burgugi era vorbitoare de bulgară (75,2%), existând în minoritate și vorbitori de ucraineană (13,55%), rusă (5,41%) și greacă (4,71%).